# Spar- und Leihkasse Frutigen
Die Spar- und Leihkasse Frutigen AG ist eine vorwiegend im Frutigland tätige Schweizer Regionalbank mit Sitz in Frutigen. Sie wurde 1837 gegründet und ist in Form einer Aktiengesellschaft organisiert. 1992 fusionierte sie mit der Ersparniskasse Aeschi. Die Bank verfügt über weitere Zweigstellen in Adelboden, Aeschi, Kandersteg, Reichenbach und Spiez. Ihr Tätigkeitsgebiet liegt traditionell im Retail Banking, im Hypothekargeschäft, im Private Banking und im Bankgeschäft mit kleinen und mittleren Unternehmen. Die Spar- und Leihkasse Frutigen beschäftigt 72 Mitarbeitende und hatte per Ende 2021 eine Bilanzsumme von 1,76 Milliarden Schweizer Franken.